# 1700 East 56th Street
1700 East 56th Street également appelé 1700 building est un immeuble d'habitation de grande hauteur donnant sur le lac Michigan à proximité de Jackson Park et du Musée des sciences et de l'industrie dans le secteur communautaire de Hyde Park à Chicago dans l'Illinois (États-Unis).
Conçu par les architectes Loewenberg, sa construction a été achevée en 1968, suivie d'une conversion en copropriété en 1994. Avec 369 résidences, ce fut la plus grande conversion en copropriété de la décennie dans le quartier de Hyde Park.
Dans une ville qui possède 6 des 40 plus hauts immeubles du monde et 10 du top 100, avec plusieurs autres en construction, il s'agit du second plus haut immeuble de Chicago sur les quartiers sud. Plus précisément, il est le second plus haut building au sud de la 13e rue après le One Museum Park, qui se situe dans le secteur de Near South Side.